# Eximia finitima
Eximia finitima là một loài bọ cánh cứng trong họ Cerambycidae.